# Průmysl v Česku

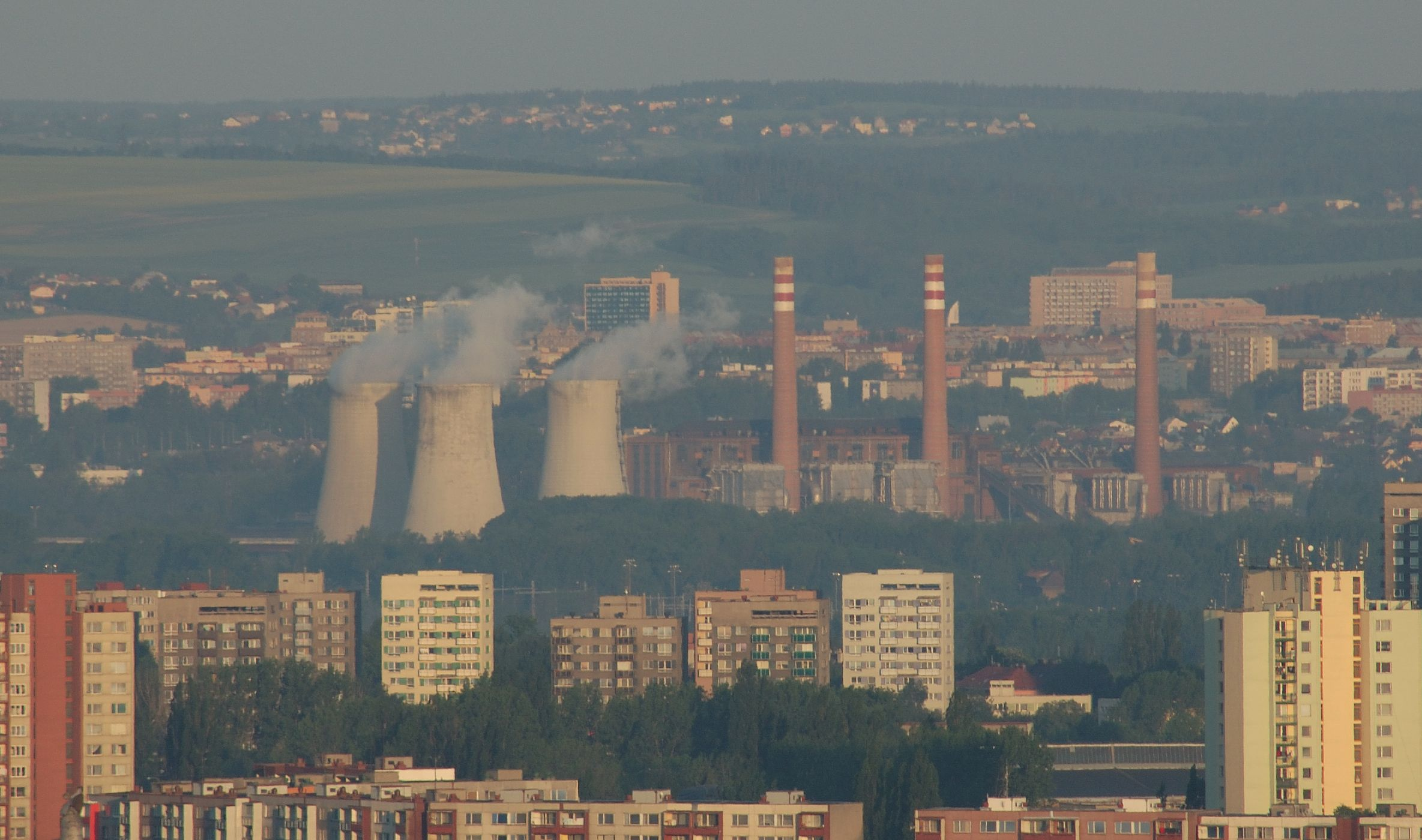
Elektrárna Třebovice v Ostravě

Průmysl je významné odvětví českého hospodářství. Zaměstnává 38 % všech ekonomicky aktivních obyvatel. Mezi hlavní odvětví průmyslu v Česku patří průmysl chemický, strojírenský, potravinářský a hutnický. Další významná odvětví jsou průmysl energetický, stavební a spotřební. Významná odvětví jsou zbrojní průmysl a sklářství (které má v ČR ovšem dlouhou tradici). Průmysl tvoří 38 % českého hospodářství.
Důležitým historickým zlomem v průmyslu v českých zemích se stala průmyslová revoluce v polovině 19. století. Vynález parního stroje umožnil rozmach hutnictví, strojírenství a dopravy (železnice). Po rozpadu Rakouska-Uherska došlo k osamostatnění Československa. Zde se nacházelo více než 70 % průmyslu z bývalého Rakouska-Uherska. Po druhé světové válce a následném nástupu komunismu došlo k rozsáhlému znárodňování hospodářství. Došlo k orientaci především na těžký průmysl a na vojenskou výrobu.
V současnosti[kdy?] je český průmysl závislý na exportu, zejména do Německa. Velmi důležitý je především automobilový průmysl. V lednu 2010 se stroje a dopravní prostředky podílely na vývozu 54,3 %, za nimi bylo průmyslové a spotřební zboží s 11,1 %. Po vstupu do EU se zjednodušil obchod s členskými zeměmi.

## Celkový přehled
V roce 2008 bylo v průmyslu evidováno 1 462 000 pracovníků, 9 063 podnikatelských subjektů s 20 a více zaměstnanci a 145 977 s méně než 20 zaměstnanci. Mzdy zaměstnanců činily celkem 352,483 miliard korun. Ve 4. čtvrtletí roku 2009 tvořil průmysl 97,7 % průmyslové produkce oproti 4. čtvrtletí roku 2008, z toho nejvíce tvořila výroba motorových vozidel (119,7 %, stále v porovnání se 4. čtvrtletím roku 2008), následována výrobou chemických látek (115,9 %) a nejméně výroba oděvů (74,7 %) a výroba strojů (77,5 %). V lednu 2010 průmyslová produkce vzrostla meziročně o 5,3 %, počet zaměstnanců v podnicích nad 50 zaměstnanců se snížil o 13,1 % a tržby z průmyslové činnosti se zvýšily o 0,3 %.
Průmysl tvoří 37,8 % českého hospodářství. Služby tvoří 59,7 % a zemědělství 2,5 %.
Průmyslové zboží se významně podílí na exportu i importu. Z průmyslového zboží měly největší podíl na exportu v lednu 2010 stroje a dopravní prostředky (54,3 %), následované různými tržními výrobky (17,4 %) a průmyslovým spotřebním zbožím (11,1 %). Na importu měly největší podíl také stroje a dopravní prostředky (42,4 %), následované různými tržními výrobky (18,1 %), chemikáliemi (10,7 %) a průmyslovým spotřebním zbožím (10,6 %). Největší podíl na dovozu i vývozu má Německo a to 25 % na dovozu a 32,9 % na vývozu.
| 2003   | 2004   | 2005   | 2006    | 2007   | 2008   | 2009    | 2010   |
| ------ | ------ | ------ | ------- | ------ | ------ | ------- | ------ |
| +6,4 % | +3,8 % | +7,2 % | +15,1 % | +9,8 % | +9,3 % | −23,3 % | +5,3 % |

| Rok       | 2001  | 2002  | 2003  | 2004  | 2005  | 2006  | 2007  | 2008 | 2009 | 2010  | 2011  | 2012 | 2013  | 2014  | 2015  | 2016  | 2017  | 2018  | 2019 |
| --------- | ----- | ----- | ----- | ----- | ----- | ----- | ----- | ---- | ---- | ----- | ----- | ---- | ----- | ----- | ----- | ----- | ----- | ----- | ---- |
| Index (%) | 106,9 | 101,8 | 103,7 | 109,3 | 103,1 | 107,9 | 110,0 | 97,6 | 87,0 | 108,5 | 105,6 | 99,1 | 100,2 | 105,1 | 104,5 | 103,1 | 106,7 | 103,1 | 99,7 |
| Rok       | 2020  | 2021  | 2022  |       |       |       |       |      |      |       |       |      |       |       |       |       |       |       |      |
| Index (%) | 92,8  | 106,6 | 102,5 |       |       |       |       |      |      |       |       |      |       |       |       |       |       |       |      |

### Vztah k životnímu prostředí

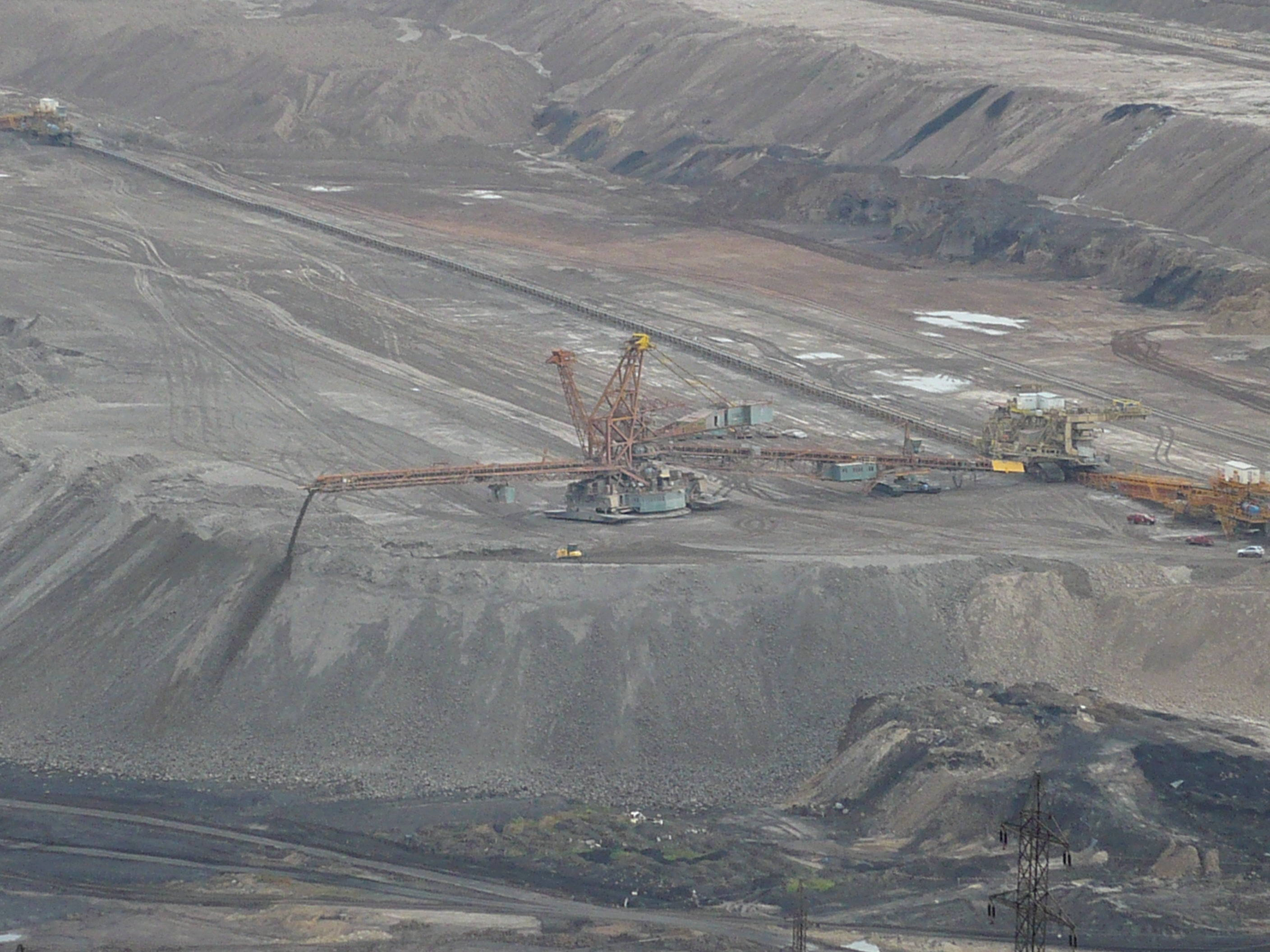
Povrchová těžba

Průmysl má značný vliv na životní prostředí. Životní prostředí je poškozováno mnoha průmyslovými odvětvími, hutnickým, chemickým, těžebním, stavebním průmyslem a jinými. Na Mostecku probíhá povrchová těžba hnědého uhlí, v důsledku které vznikají rozlehlé vytěžené plochy. Limity těžby stanovují územní limity těžby hnědého uhlí v severních Čechách. Kvůli povrchové těžbě také zanikají mnohá města a obce, jako například Dolní Litvínov, Starý Most a další. Stavebnictví má vliv na devastaci životního prostředí v důsledku výstavby letišť, dálnic, silnic a jiných staveb. Významnými znečišťovateli ovzduší jsou tepelné elektrárny spalující fosilní paliva. Jaderné elektrárny jsou předmětem sporů, neboť podle některých je jejich provoz rizikový (černobylská havárie) a také vznikají problémy s uskladněním jaderného odpadu. Podle jiných jsou zase jaderné elektrárny levným, ekologickým zdrojem energie. Rakousko dlouhodobě nesouhlasí s provozem jaderné elektrárny Temelín. Je to dáno obavami z havárie, v Rakousku převládá k jaderným elektrárnám spíše negativní postoj (zamítnutí jaderné elektrárny Zwentendorf v referendu). Chemický a petrochemický průmysl je nebezpečný vypouštěním škodlivých látek do prostředí. Hutnictví je také znečišťujícím oborem, jelikož spaluje uhlí na rozehřátí pecí.
Obnovování krajiny poškozené těžbou se nazývá rekultivace. Existuje několik možností jak krajinu rekultivovat, navezením ornice se může nechat krajina znovu zarůst nebo je možné zatopení a vznik jezera (určeného například pro rekreační účely). Vyčištěním a obnovením kontaminovaných lokalit (chemičky, skládky) před rokem 1989 se má zabývat státní zakázka na sanaci starých ekologických zátěží.

### Instituce
Ministerstvo průmyslu a obchodu je ústředním orgánem státní správy pro průmyslovou politiku, energetickou politiku, podporu podnikání a investování v oblasti zpracovatelského průmyslu i průmyslového výzkumu a vývoje, vnitřní obchod a ochranu zájmů spotřebitelů atd. Úřad průmyslového vlastnictví se zabývá ochranou průmyslového vlastnictví (patenty, ochranné známky, průmyslové vzory). Mezi odborové svazy v průmyslu patří Odborový svaz (dále jen OS) pracovníků dřevozpracujících odvětví, lesního a vodního hospodářství v ČR, OS pracovníků hornictví, geologie a naftového průmyslu, OS pracovníků textilního, oděvního a kožedělného průmyslu Čech a Moravy, OS STAVBA (působící ve stavebnictví) a Severočeské sdružení odborových organizací důlního průmyslu. Úřad pro ochranu hospodářské soutěže kontroluje oblast hospodářské soutěže a veřejných zakázek.
Státní organizace CzechInvest se zabývá podporou malých a středních podniků za účelem zvýšení konkurenceschopnosti. Za stejným účelem byl zřízen Evropský fond regionálního rozvoje. CzechTrade se zabývá podporou exportu.

### Zaměstnanost
V roce 2008 bylo v průmyslu evidováno 1 462 000 pracovníků. Průmysl zaměstnává 38 % všech ekonomicky aktivních. Služby zaměstnávají 59,2 % a zemědělství 2,8 %. ČR má tak v Evropě po Lichtenštejnsku (43,5 %) druhý nejvyšší podíl zaměstnanosti v průmyslu. Z dalších evropských států se ČR přibližuje San Marino (37,7 %), Bulharsko (36,4 %) a Slovinsko (35 %), naopak v sousedním Slovensku je v průmyslu zaměstnáno jen 27 % lidí, ve Velké Británii dokonce pouhých 18,2 %. V lednu 2010 zaměstnanost v podnicích nad 50 zaměstnanců klesla meziročně o 13,1 %. Největším zaměstnavatelem v průmyslu je mladoboleslavská Škoda Auto.

## Historie

### Rakousko-Uhersko
Před průmyslovou revolucí v Českých zemích fungoval feudální systém. Převládala řemeslná výroba řízená cechovním systémem. Na území ČR byla ve velké míře od 12. století provozována těžba stříbra (Kutná Hora, Stříbro) zejména kvůli šperkovnictví nebo mincovnictví, v menší míře taktéž od 12. století těžba zlata (Jílové u Prahy, Kašperské Hory).

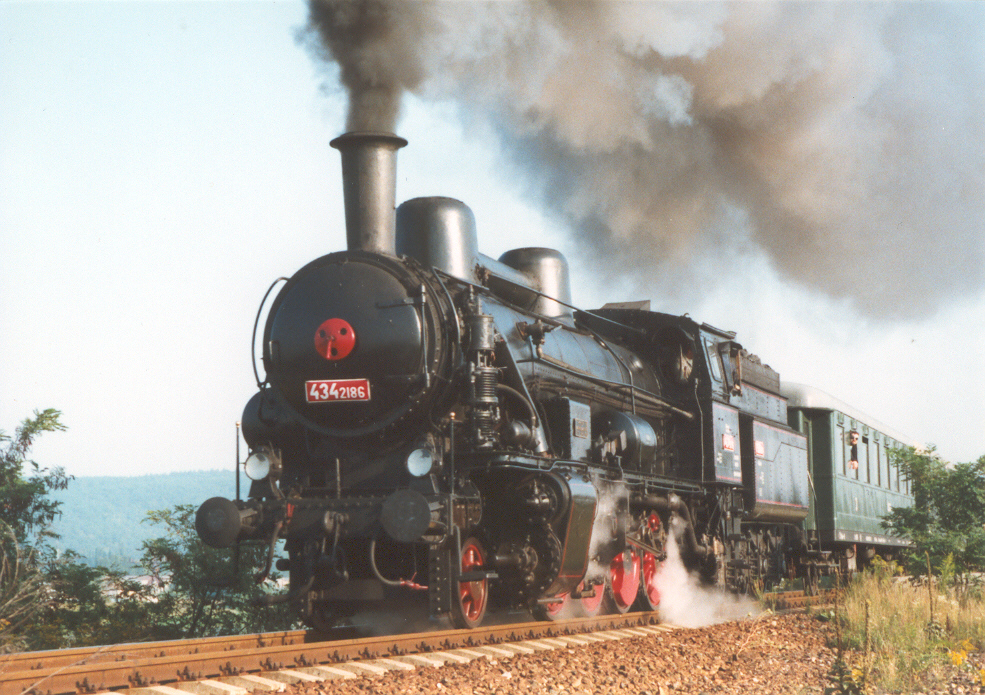
Parní lokomotiva

19. století bylo poznamenáno průmyslovou revolucí v celé Evropě. Nové vynálezy, jako například parní stroj, umožnily rychlejší výrobu i dopravu. Nejdříve nastaly změny v lehkém textilním průmyslu. Johann Leitenberg představil už dříve, koncem 18. století první strojní továrnu na spřádání bavlny ve Verneřicích u Děčína. Také byl významný vynález tkalcovského stavu. Ve třicátých letech došlo k rozmachu potravinářství, zejména cukrovarnictví. V roce 1839 rozhodla plzeňská rada o založení pivovaru, kde se začalo vařit pivo plzeňského typu.
V roce 1827 si Josef Ressel nechal patentovat lodní šroub. Téhož roku byla uvedena do provozu první koněspřežná železnice Linec - České Budějovice. V roce 1847 byla uvedena do provozu první železniční trať určená parním lokomotivám spojující Vídeň se severní Moravou. V roce 1839 pak dorazil první vlak do Brna a o šest let později i do Prahy. Také byly budovány vodní kanály, které byly určeny jak pro lodní přepravu, tak pro přepravu dřeva. V roce 1827 Bratranci Veverkové František a Václav vynalezli ruchadlo. V roce 1880 zdokonalil František Křižík obloukovou lampu.
Ve výrobě skla převažovaly stále tradiční postupy, ovšem sklárny J. Kavaliera v Sázavě se od svého založení v roce 1837 specializovaly jako první na světě výhradně na technické sklo a dosáhly v tomto odvětví širokého uznání.
V roce 1894 byl založen obuvnický podnik Baťa.
V roce 1800 bylo na území pozdější České republiky 4 659 000 obyvatel, 6 826 465 v roce 1850 a 9 333 853 v roce 1900 (dvojnásobné zvýšení oproti 1800). V roce 1950 žilo na území pozdější ČR 8 925 122 a v roce 2000 10 272 503 obyvatel.

### První republika a druhá světová válka

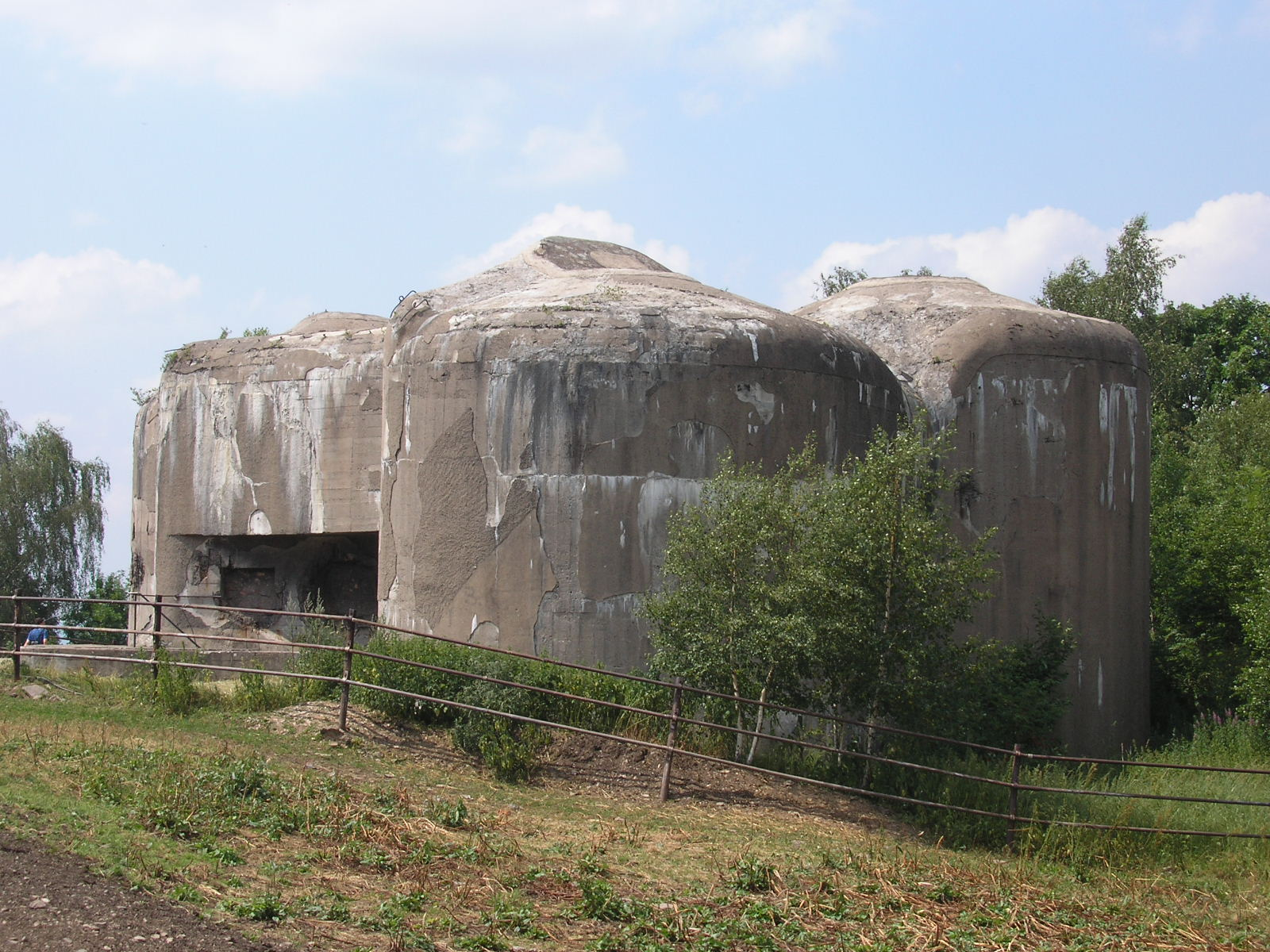
Pohraniční pevnost Dobrošov vybudována za První republiky

Po rozdělení Rakouska-Uherska se na území Československa nacházelo přibližně 70 % průmyslové výroby z bývalého Rakouska-Uherska. Se vznikem Československa došlo k oddělení průmyslu tzv. nostrifikací. Na území ČSR se nacházela rozsáhlá ložiska uhlí, ostatní suroviny se musely dovážet. Prvním motorovým letadlem vyrobeným v Československu byl v roce 1919 dvojplošník Bohemia B-5. Prvním letadlem domácí výroby používaným Československou leteckou společností byla Avia BH-25. V dubnu 1922 vznikla Ústředna obchodních a živnostenských komor. V roce 1929 začala krachem na newyorské burze Velká hospodářská krize, avšak v tomtéž roce Československo zaznamenávalo vrchol svého hospodářského růstu. Oproti roku 1913 se hrubý domácí produkt zvýšil o 52 % a průmyslová výroba o 41 %. Až do první poloviny roku 1931 se krize projevovala jen slabě, částečně v zemědělství a ve s ním svázaných oborech potravinářského a spotřebního průmyslu. V druhé polovině roku 1931 krize zasáhla ČSR naplno, v létě došlo k propadu ekonomiky a v prosinci 1931 k prudkému poklesu průmyslové výroby. Její pád se zastavil až na počátku roku 1933, kdy její úroveň dosáhla 60 % objemu průmyslové výroby z roku 1929. Nejvíce utrpěly obory závislé na vývozu, jako textilní průmysl, sklářství, výroba porcelánu a hraček. Podle statistiky mělo v roce 1931 vyšší čistý roční příjem než milion korun 304 osob, z nich 140 působilo v průmyslu. V důsledku hospodářské krize byla poškozena těžba uhlí, 23. března 1932 se odehrála stávka, do které vstoupilo 25 000 horníků. V roce 1934 byla vybudována Vranovská přehrada. V důsledku hrozby ze strany nacistického Německa se v průběhu krize a po krizi zvýšila vojenská výroba a také výstavba pohraničních pevností. Vojenská výroba se ještě v průběhu války zvýšila, avšak na konci války průmyslová výroba klesla, zejména v důsledku vyčerpání válkou a bombardování.
Na žebříčku nejbohatších zemí světa (počítáno jako národní důchod, přepočtený na USD a počet obyvatel) z roku 1924 se Československo umístilo na desátém místě, a to i před Německem, Rakouskem, Nizozemskem a Itálií. V roce 1934 bylo Československo desátou průmyslově nejvyspělejší zemí světa.

### Za socialismu
Po převzetí moci komunisty v roce 1948 došlo k orientaci především na těžký a zbrojní průmysl. Průmysl byl vedoucím sektorem v rozšiřování ekonomiky. Oproti roku 1948 vzrostl průmysl v roce 1960 na 371,9 % a v roce 1970 na 665,5 %. Pozdní 70. léta byla svědkem zpomalení průmyslového růstu. V roce 1980 byl průmysl na 1 156,7 % (stále oproti 1948). V roce 1985 dosáhl 1 322 %. Nejvýznamnější průmyslová odvětví v roce 1985 byla elektrotechnika, strojírenství, zpracování kovů, chemikálií, azbestu, kaučuku a hutnictví železa. Mezi nejdůležitější výrobky patřila vozidla, zboží přepravované po železnici, letadla, elektrospotřebiče, těžké stroje a výrobky přesného strojírenství. Československo bylo členem Rady vzájemné hospodářské pomoci (RVHP), která sdružovala státy sovětského bloku. V 80. letech Československo jako jediný stát východní Evropy (s výjimkou SSSR) vyrábělo těžká jaderná energetická zařízení a bylo dodavatelem těchto zařízeních ostatním státům RVHP. V raných a středních 80. letech, jako součást úsilí o „restrukturalizaci“ průmyslové ekonomiky, se vláda snažila snížit důležitost některých oblastí hutnictví ve prospěch ziskovějších a méně energeticky náročnějších oborů. Navzdory významné pozici v ekonomice měl průmysl v polovině 80. let vážné nedostatky. Zvlášť významný problém byla spotřeba energie a materiálu potřebných pro výrobky. Československé stroje byly často těžší než srovnatelná západoevropská zařízení a byly obvykle méně produktivní. Pomalá technologická inovace způsobila pokles v konkurenci v rozvojových, nekomunistických a komunistických zemích oproti 50. letům. Další problémy byly neúspěchy investic a zastaralost strojů. V roce 1986 průměrný věk průmyslových strojů a zařízení činil 12 let, 10 % strojů bylo více než 25 let starých. Tyto okolnosti přispěly k nízké produktivitě československých pracovníků ve srovnání s jejich protějšky v západní Evropě. Problémy pramenily také z nedostatečné specializace, nedostatečného využívání zahraničních licencí a omezování výzkumných projektů. Většina z těchto problémů již existovala v nějaké formě v 70. letech a vláda zavedla několik opatření k odstranění těchto nedostatků.

### Po roce 1989
Po pádu komunismu v ČR postupně docházelo k privatizaci. Bylo užito několik metod privatizace: malá privatizace, velká privatizace a restituce. Velká privatizace se zabývala privatizací velkých a středních podniků zejména v oblasti průmyslu, malá privatizace privatizací malých podniků zejména v oblasti služeb a restituce byla navrácení majetku původním majitelům (nebo jejich dědicům). Tzv. kupónová privatizace byla forma privatizace, při níž občané měli možnost koupit kupónové knížky s určitým počtem kupónů, které mohli směnit za podíl ve státním podniku, který je uvolněn do kupónové privatizace. Kolem privatizace docházelo k mnoha rozsáhlým podvodům.

## Průmyslová odvětví

### Hutnický průmysl
Hutnictví železa se vyskytovalo především v oblasti těžby železné rudy a černého uhlí. V 2. polovině 20. století patřily mezi hlavní oblasti hutnického průmyslu Ostravsko a Kladensko. V současnosti jsou v Česku pouze dvě společnosti s úplným hutním cyklem, tj. od výroby železa přes výrobu oceli až po výrobu ocelových polotovarů a především válcovaných výrobků. Jsou jimi firmy Liberty Ostrava působící v areálu Nová huť v Ostravě a Třinecké železárny. Dále zde působí ocelářská společnost Vítkovice Steel. Hutnictví bylo jako jiné obory poškozeno ekonomickou krizí, za prvních osm měsíců roku 2009 byla výroba železa meziročně nižší o více než 37 procent, výroba oceli pak o téměř 39 procent. Nicméně na začátku podzimu 2009 začalo hutnictví růst.

### Strojírenský
Strojírenský průmysl je roztroušen po celé republice. Často navazuje na hutní průmysl, proto se s mnoha strojírenskými závody můžeme setkat na Ostravsku (zejména těžké strojírenství). Těžké strojírenství se zabývá zejména výrobky s velkou hmotností a rozměry (například části lodí, velká letadla, těžební a hutní technika atd.), lehké strojírenství se zabývá výrobou obráběcích strojů, dopravních prostředků jako automobilů a menších lodí a mnoho jiných menších strojů (například pro textilní průmysl). V lednu 2010 tvořily stroje a dopravní prostředky podíl na vývozu 54,3 %.

#### Automobilový
Důležitou součástí průmyslu v ČR je automobilový průmysl. Nejvýznamnější výrobce osobních automobilů je mladoboleslavská společnost Škoda Auto. V Nošovicích se vyrábějí vozy Hyundai. V Ovčárech u Kolína provozuje Toyota (do 31. prosince 2020 jako TPCA) továrnu na osobní automobily, ve které vznikají auta značek Toyota, Peugeot a Citroën. V Kopřivnici se vyrábějí nákladní automobily Tatra a v Praze byla v roce 2013 ukončena výroba nákladních automobilů Avia.[zdroj?] Autobusy vyrábí společnost Iveco Czech Republic ve Vysokém Mýtě, SOR Libchavy v Libchavách a TEDOM v Třebíči. Automobilový průmysl se výrazně podílí na exportu. Důležitou součástí automobilového průmyslu je výroba automobilových součástek jiných firem. Mezi nejvýznamnější dodavatele v ČR patří Bosch v Českých Budějovicích a Jihlavě, Barum v Otrokovicích, Brano Group[zdroj?] a mnoho dalších. Automobilový průmysl zaměstnává více než 120 tisíc lidí, z toho Škoda Auto zaměstnává kolem 24 tisíc lidí.

#### Ostatní
Traktory vyrábí společnost Zetor sídlící v Brně. Zaměstnává 840 lidí.

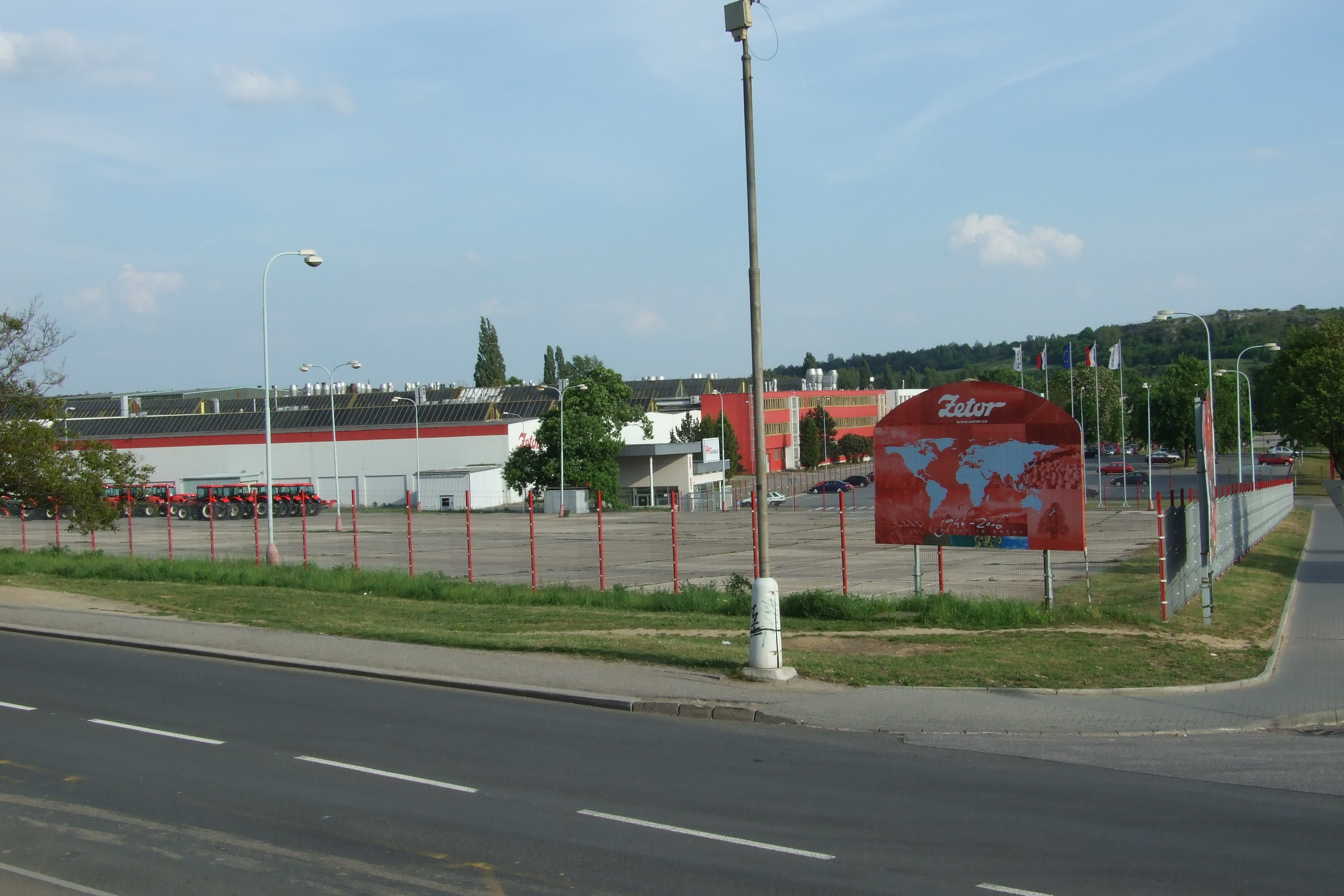
Areál společnosti Zetor v Brně-Líšni

Nákladní lokomotivy a vagony opravuje a vyrábí společnost Heavy Machinery Services sídlící v Lounech, bývalý LEGIOS. Za rok 2010 měla firma tržby kolem 1,9 miliardy korun. Zaměstnávala zhruba 820 zaměstnanců.

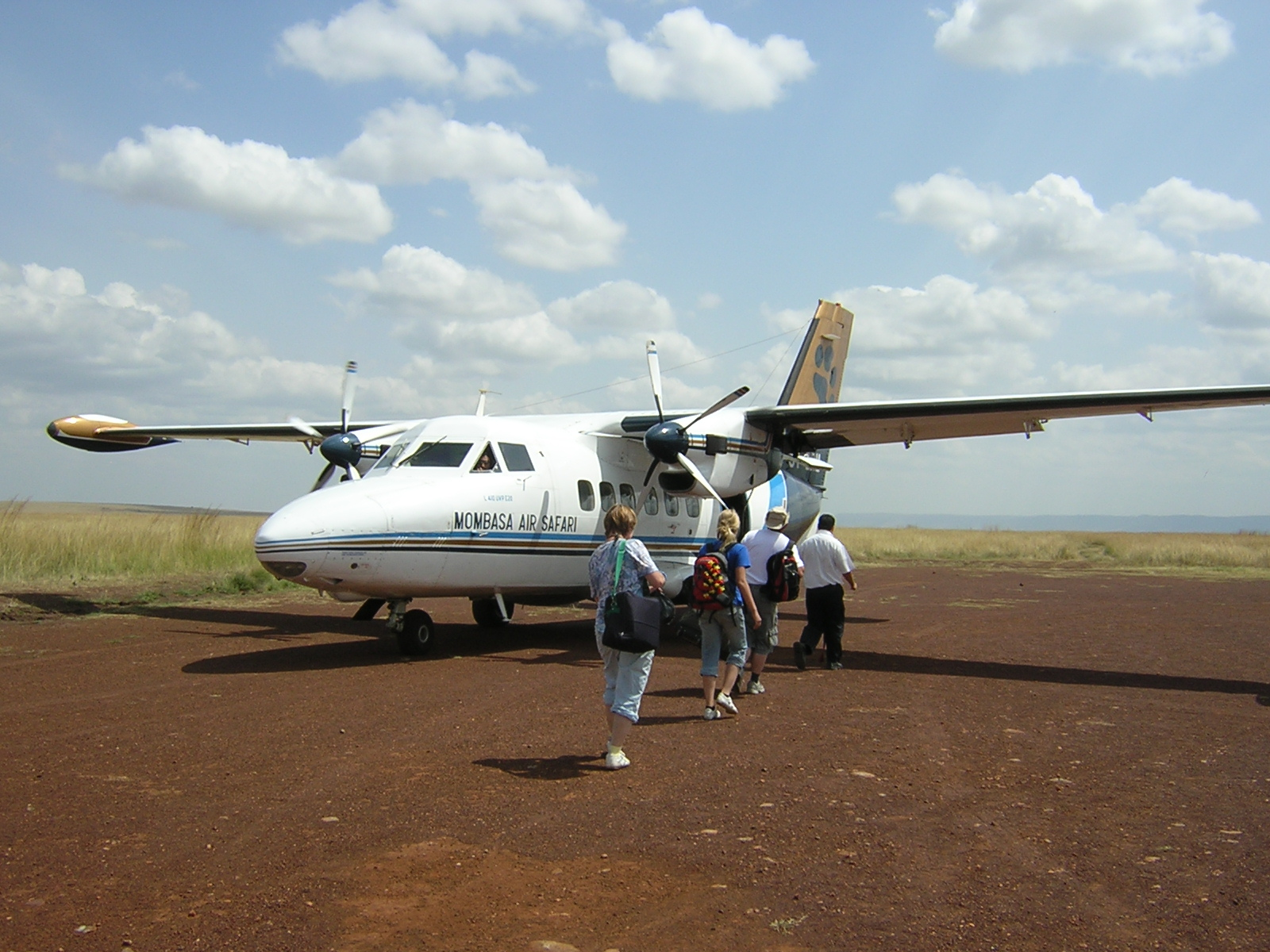
L-410 Turbolet vyráběný firmou Let Kunovice

Nejznámější výrobci letadel jsou Aero Vodochody, Let Kunovice, ZLIN Aircraft, TL-Ultralight a další. Aero Vodochody vyrábí nedaleko Prahy letouny L-159 Alca, vrtulníky S-76 a jiné. Dříve vyrábělo například letouny L-39 Albatros. Také vyrábí střední část křídla (centroplán) na dopravní letouny C-27 pro italskou firmu Alenia Aeronautica a na čtyři typy letounů Embraer 170/190 vyrábí závěsy a vnitřní konstrukce dveří pro firmu Latecoere. Let Kunovice vyrábí dopravní letouny L-410 Turbolet (kterého bylo vyrobeno přes 1000 kusů) a kluzáky Let L-13 Blaník.[zdroj?]
Letecké motory vyráběla v letech 1923-2008 společnost Walter v Praze-Jinonicích. Nejvíce motorů vlastní konstrukce vyrobila s typem Walter M–701 (1960–1978, 9250 ks) pro letoun L–29 Delfín, Walter M–601 (1975–2008, přes 4500 ks) pro letoun L-410 aj., Walter Minor 4 vč. Walter M–332 (1936–1964, 4705 ks) a Walter Minor 6 vč. Walter M–337 (1936–1964, 2651 ks). Z licenčních motorů je třeba jmenovat Walter M–05 (RD-45, 1952–1962, 5094 ks) pro letoun MIG-15, "protektorátní" Argus 410 (1943–1945, 3150 ks, po válce jako M-410) a Argus 10 (1940–1943, 1920 ks). Společnost Walter zanikla fúzí se společností FF Invest, která vznikla 19. června 2006, pak 30. září 2008 přebrala aktiva Walter Engines a.s., která je tímto je vymazána z obch. rejstříku, a sama zaniká 8. prosince 2010). Od FF Invest odkoupila aktiva "Walter" společnost General Electric.
Firma Škoda holding a.s., sídlící v Plzni, vyrábí produkty pro dopravní strojírenství. Vyráběla elektrické lokomotivy Škoda 109E a prostřednictvím svých dceřiných firem také elektrické jednotky CityElefant či motorové jednotky 814. Dále vyrábí tramvaje (např. Škoda 15T), trolejbusy a modernizuje pražské metro (81-71M). Škoda zaměstnává více než čtyři tisíce pracovníků. Za Rakouska-Uherska a za první republiky vyráběla také artilerii, parní lokomotivy, automobily a lodě.
Jawa v Týnci nad Sázavou se zabývá výrobou motocyklů. Dříve, zejména v 50. letech, patřila ke špičce motocyklových výrobců. Nyní[kdy?] se sotva snaží konkurovat světovým značkám.

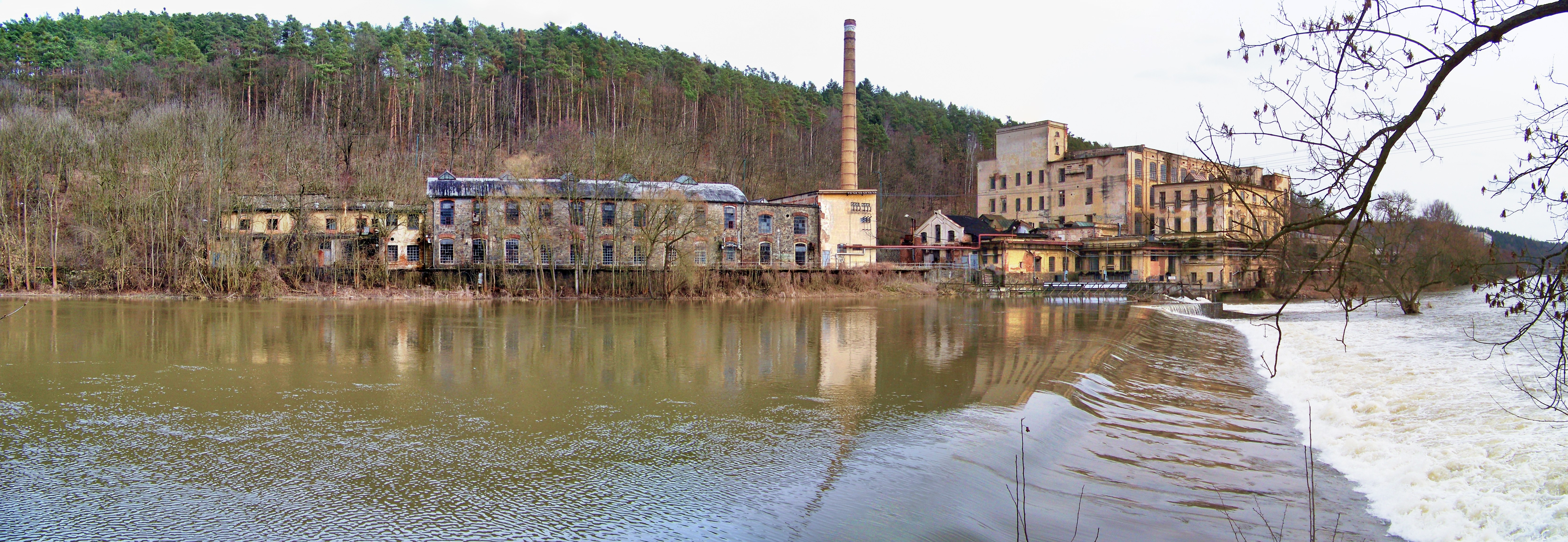
Původní továrna Jawy

Firma ETA v Hlinsku v Čechách vyrábí elektrospotřebiče, např. vysavače, kuchyňské elektrospotřebiče, holicí strojky apod.
Firma PRIM sídlící v Novém Městě nad Metují je výrobcem hodinek.
Královopolská v Brně se orientuje na výrobu zařízení pro chemický a petrochemický průmysl, jeřábů a zdvihací techniky. Dříve vyráběla tramvaje, železniční vozy, parní čerpadla a ocelové konstrukce.
Massag v Bílovci vyrábí zejména drobné kovové zboží (dráty, nýty...), nákupní vozíky, drobné kovové kování atd.
Firma ČKD z Prahy vyráběla tramvaje, jeřáby a lokomotivy. Po revoluci ztratila svá odbytiště. Nyní se jí daří vyrábět např. kompresory, generátory, elektrické motory atd. Firma ČKD Blansko na jižní Moravě vyrábí vodní turbíny a větrné elektrárny.
V areálu Vítkovických železáren v Ostravě působíla ocelářská společnost VÍTKOVICE, která se orientujovala na těžké strojírenství, vyrábila díly pro lodní průmysl, konkrétně díly lodí (kormidlové systémy, hřídele) a lodních motorů (hřídele, řetězová kola, hlavy válců atd.).

### Elektrotechnický
Elektrotechnický průmysl je odvětví, které produkuje materiály, přístroje a zařízení využívající elektrickou energii. Na území České republiky se toto odvětví začalo rozvíjet na konci 19. století. Vznik a rozvoj je spojen se jmény podnikatelů jako byli František Křižík, Emil Kolben nebo Josef Sousedík. Dnešní elektrotechnický průmysl funguje ve velké míře jako subdodavatelské odvětví automobilového a strojírenského průmyslu. Velké české firmy jsou často součástí nadnárodních korporací a úzce se specializují. Například ABB: elektroinstalační přístroje, výkonové polovodiče; Siemens: elektromotory; Schneider Electric: jističe, ovladače, Eaton: rozvodnice, záložní zdroje. V oboru spotřební elektroniky jsou v Česku umístěny spíše montovny, které sestavují výrobky z komponent dovezených ze zahraničí: Panasonic, Foxconn.

### Chemický

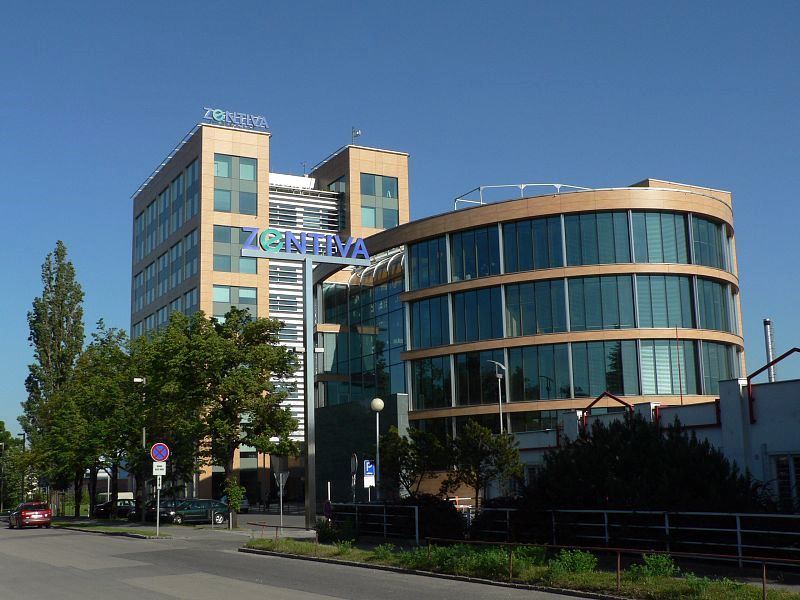
Zentiva Dolní Měcholupy

Chemický průmysl je ukazatelem hospodářské vyspělosti země, vyžaduje kvalifikované pracovníky, výchozí suroviny, elektrickou energii a vodu.[zdroj?] Výroba je nebezpečná a náročná na životní prostředí. Důležité části chemického průmyslu v ČR jsou zpracování ropy (petrochemie), farmaceutický průmysl (výroba léků), gumárenský a plastikářský průmysl a výroba papíru.
Důležité petrochemické závody v Česku jsou v Litvínově, v Pardubicích a v Kolíně. Podnik Česká rafinérská v Litvínově a v Kralupech nad Vltavou se zabývá zpracováním surové ropy na ropné produkty, zejména benzín, naftu, letecký petrolej a asfalt. Podnik Paramo v Pardubicích se zabývá výrobou asfaltů a mazacích olejů. Tyto předchozí firmy, Česká rafinérská a Paramo, jsou dceřinými společnostmi firmy Unipetrol. Mezi další dceřiné společnosti patří Benzina a Unipetrol RPA.
Výrobou farmak se v Česku zabývá Zentiva v Praze. Dříve také Pliva - Lachema, která vstoupila od 1. ledna 2010 do likvidace.
Zástupcem gumárenského a plastikářského průmyslu jsou Gumárny Zubří vyrábějící těsnění a podložky pod kolejnice.
Výrobou papíru se zabývá největší komplex v ČR tohoto druhu Papírny Štětí a v menší míře Papírny Větřní.
Firma Precheza v Přerově se zabývá výrobou titanové běloby, železných pigmentů, kyseliny sírové atd.
Další firmou je Spolana Neratovice, které leží asi 20 km severně od Prahy. Mezi hlavní produkty patří polyvinylchlorid (PVC), kaprolaktam, hydroxid sodný a průmyslové hnojivo na bázi síranu amonného.
Spolek pro chemickou a hutní výrobu (Spolchemie) v Ústí nad Labem se zabývá produkcí syntetických pryskyřicí a anorganických sloučenin jako hydroxid sodný, draselný, chlor, kyselina fluorovodíková, fluorid sodný atd.
Deza ve Valašském Meziříčí na východní Moravě vyrábí mnoho produktů z dehtu a benzolu.

### Energetický
Průmysl energetický se zabývá získáváním a distribucí všech forem energie, zejména elektrické a také těžbou a využitím surovin jako je uhlí, ropa, zemní plyn, jaderné palivo a dřevo. Také využitím obnovitelných zdrojů energie, jako jsou sluneční energie, větrná energie, vodní energie, biomasa atd.
Hlubinná těžba černého uhlí probíhá momentálně[kdy?] pouze na Ostravsko-karvinském revíru prostřednictvím firmy Ostravsko-karvinské doly (OKD).

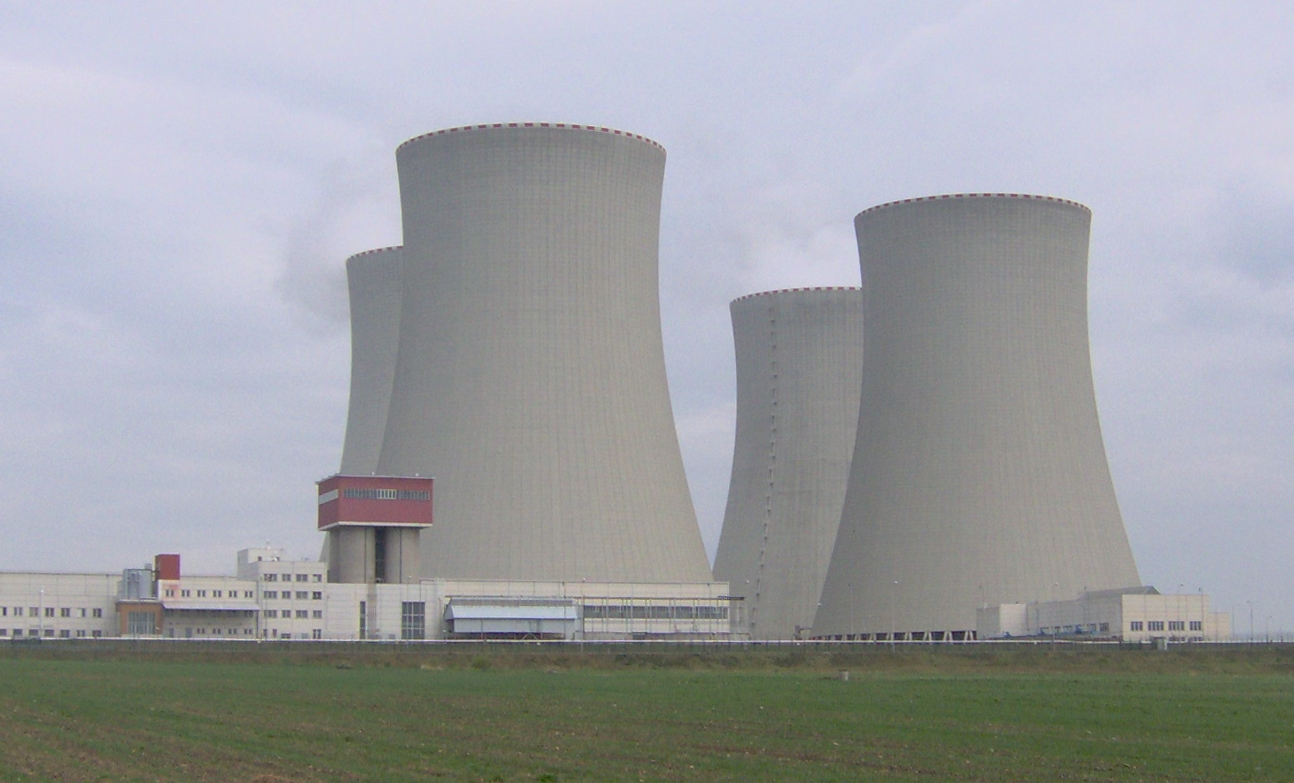
Chladicí věže Jaderné elektrárny Temelín

Hnědé uhlí se těží povrchovou těžbou mj. v Mostecké pánvi. Kvůli povrchové těžbě dochází k rozsáhlé devastaci krajiny, ale současně probíhá i rekultivace. Momentálně (2010) probíhá spor o prolomení limitů těžby, který byl zpolitizován a stalo se z něj jedno z hlavních témat voleb do poslanecké sněmovny v květnu 2010.
Firma Moravské naftové doly těží ropu a zemní plyn na jižní Moravě. Momentálně těžba ropy v České republice klesá, nicméně v roce 2008 měla společnost díky zvýšení cen ropy rekordní zisky.
Těžba uranu v poslední době klesá, těží se jen v Dolní Rožínce prostřednictvím státního podniku Diamo. Na konci 50. let bylo v Česku vytěženo přibližně 3000 tun uranu ročně. V roce 2007 to bylo pouze asi 300 tun.
Kaolín se v ČR těží v okolí Kadaně a Podbořan, Karlových Varů, Plzně a Znojma.
Ve výrobě elektrické energie je dominantní společnost ČEZ, která provozuje 10 uhelných, 2 jaderné, 12 vodních, 1 větrnou a 1 sluneční elektrárnu a vyrábí téměř tři čtvrtiny z celkového objemu výroby elektřiny v Česku. Tepelné elektrárny vyrábějí 66 % elektrické energie v Česku, jaderné 30 % a vodní 3,7 % (2005).
Jaderné elektrárny v Česku jsou jaderná elektrárna Temelín a jaderná elektrárna Dukovany. Temelín v Jihočeském kraji má dva instalované bloky z původně plánovaných čtyř, každý má výkon 1000 MW. V roce 2006 elektrárna vyrobila přibližně 12 TWh. Dukovany stojí 30 kilometrů jihovýchodně od Třebíče. V roce 2006 vyrobila 14,025 TWh elektrické energie.
V České republice je 16 tepelných elektráren s instalovaným výkonem nad 200 MW. Nejvyšší výkon má elektrárna Prunéřov II nedaleko Chomutova s instalovaným výkonem 1050 MW a za ní je elektrárna Počerady nedaleko Loun s instalovaným výkonem 1000 MW.

### Spotřební

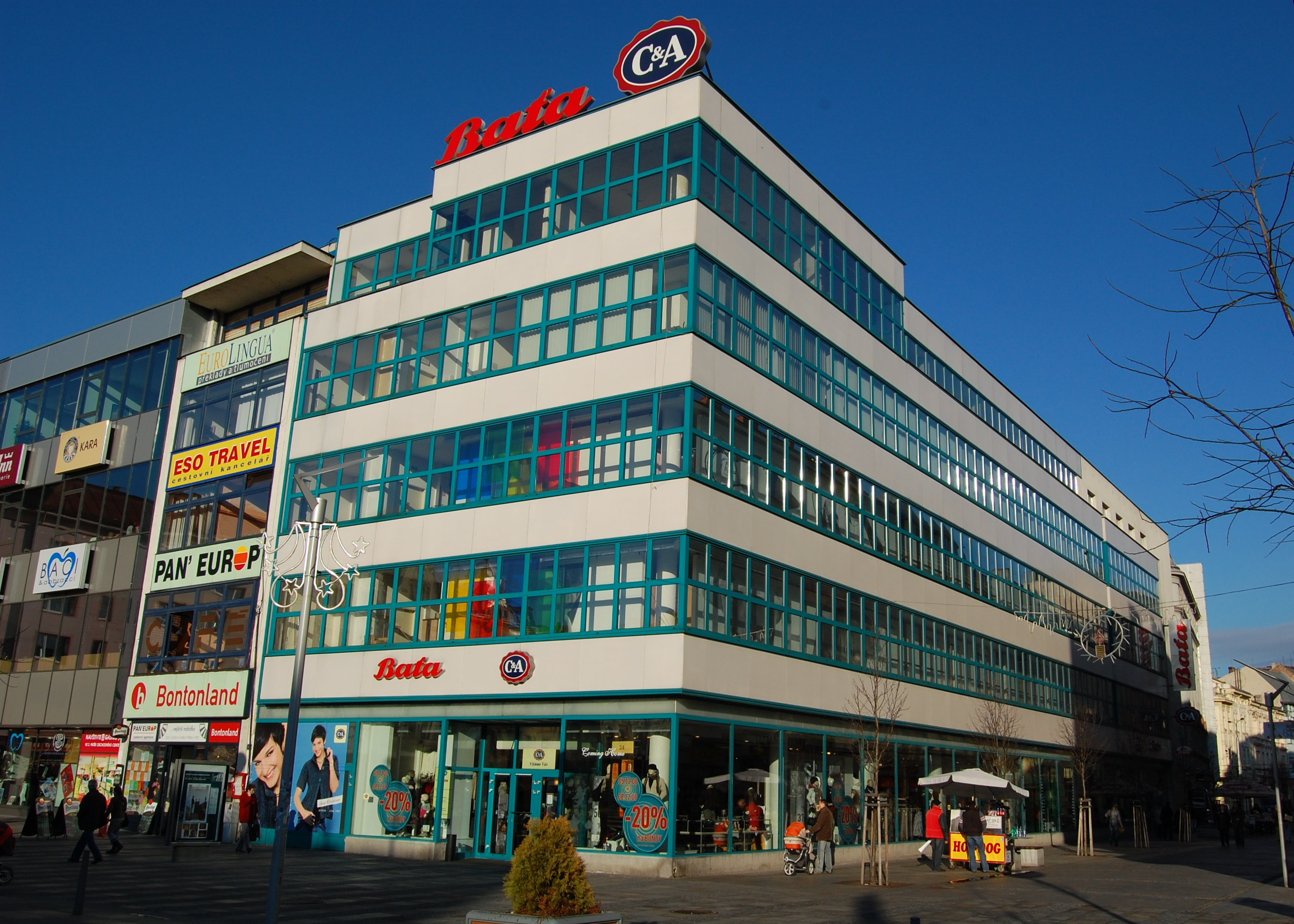
Bývalá prodejna Baťa na Masarykově náměstí v Ostravě

Spotřební průmysl produkuje výrobky určené pro krátkodobou nebo dlouhodobou spotřebu. Jedná se především o průmysl textilní, oděvní, obuvnický, dřevozpracující a polygrafický.
Textilní průmysl zpracovává textilní vlákna jako třeba vlnu, bavlnu aj. na polotovary nebo zčásti na hotové zboží. Výroba je rozptýlena po celé republice. V roce 2008 dosáhl textilní průmysl s 35,6 tisíci zaměstnanci obrat 2 miliardy €.
Oděvní průmysl je situován do center s velkým objemem výroby. Ve větší míře zde pracují ženy. V roce 2008 zaměstnávaly oděvní podniky 32,3 tisíce lidí při celkovém obratu 837 milionů €.
Největší česká oděvní firma OP Prostějov Profashion v Prostějově skončila 3. května 2010 kvůli dluhům dosahujícím 1,6 miliardy korun v konkurzu, k jehož odvrácení nepomohla ani reorganizace.
V České republice zastupuje obuvnický průmysl lucemburský holding Baťa, v jehož závodě v Dolním Němčí je zaměstnáno zhruba 150 lidí.

### Potravinářský
Výchozími surovinami potravinářského průmyslu jsou zemědělské produkty, produkty lesního a vodního hospodářství a dovážené suroviny. Potravinářské závody bývají nedaleko zdroje suroviny potřebného pro výrobu nebo s ohledem na trvanlivost nedaleko spotřebitele. Potravinářský průmysl se soustřeďuje v úrodných nížinách, zejména v Polabí, na jižní Moravě a na Hané, také ve velkých městech, v Praze, Brně, Plzni, Ostravě, Českých Budějovicích a Opavě. Na mnoha místech také trvá tradiční potravinářská výroba, jako například olomoucké tvarůžky, štramberské uši apod.

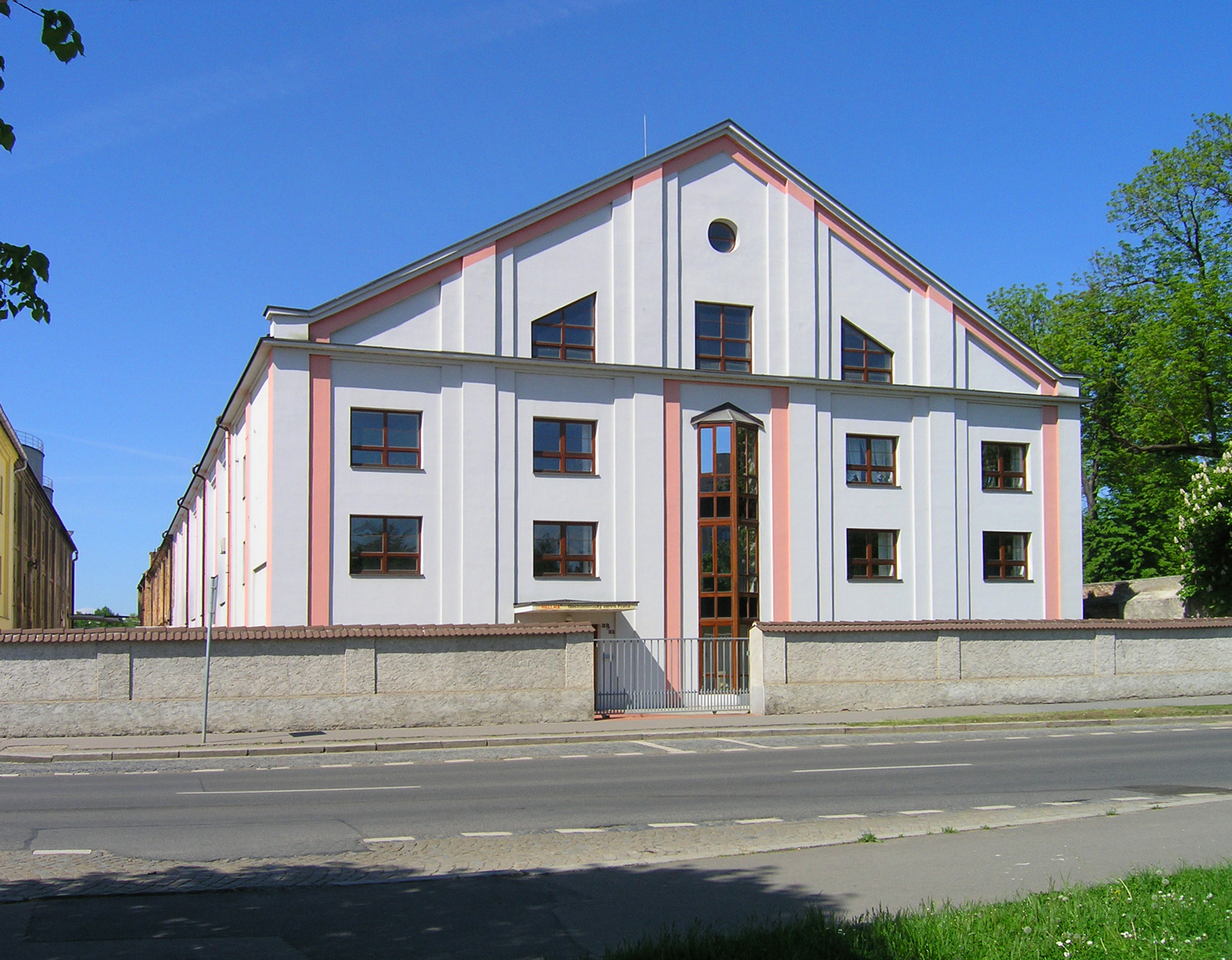
Bývalý cukrovar v Praze-Čakovicích

V České republice je nejvyšší spotřeba piva na hlavu (cca 160 litrů ročně). V roce 2008 byl počet pivovarů v ČR 48 a bylo vyrobeno téměř 19 806 107 hl piva, z toho bylo 3 705 953 hl piva vyvezeno do zahraničí. Počet pivovarů dlouhodobě mírně klesá, zatímco počet vystaveného piva v porovnání s předchozími desetiletími mírně stoupá. Významné pivovary se nacházejí po celé České republice, ty nejvýznamnější v Praze, Plzni, Českých Budějovicích, Brně a Nošovicích. Mezi největší výrobce piva v ČR patří Plzeňský Prazdroj, Staropramen, společnost Heineken a Budějovický Budvar.
V České republice se vyrábí cukr z cukrové řepy. Významné cukrovary jsou v Polabí, Poohří, na Hané a na jižní Moravě. Významným producentem cukru v České republice je společnost Tereos TTD, která sdružuje Cukrovar Dobrovice a Cukrovar České Meziříčí. Dalším významným producentem cukru je Cukrovar Vrbátky. V ČR se vyrobí 400–500 tis. tun cukru za rok.
Mlékárny jsou rozloženy po celé republice, vzhledem k trvanlivosti mléčných výrobků (v řádu týdnů). Mezi mléčné výrobky patří zejména mléko, máslo, sýry, smetana, jogurt, tvarohy a zmrzliny. Mezi nejznámější mlékárny patří Mlékárna Kunín, mlékárna Olma, Mlékárna Klatovy, Mlékárna Hlinsko, Mlékárna Olešnice.
Stejně jako mlékárny i pekárny jsou rozloženy po celé republice, vzhledem k ještě nižší trvanlivosti (v řádu dnů).

### Stavební
Stavebnictví v České republice trpělo v roce 2010 ekonomickou recesí, během ledna 2010 se propadlo asi o čtvrtinu. Za rok 2009 pokleslo o 2,0 - 2,5 procenta a podle předpovědí mělo klesnout ještě o 8 procent.
Mezi největší stavební firmy patří Skanska, Metrostav, Eurovia CS, Strabag, OHL ŽS, Hochtief CZ, PSG - International a Geosan Group. Většinou se jedná o firmy podílející se na výstavbě dopravní infrastruktury. Ale např. firma HOCHTIEF CZ má velmi široké pole působení, mnoho stavebních oborů, výstavba pozemních a inženýrských staveb, výroba betonu, demolice atd. V roce 2007 měla 1800 zaměstnanců. Mezi další významné firmy ve stavebnictví patří například liberecká firma Syner. Zaměřuje se zejména na oblast pozemního stavebnictví a průmyslových staveb. Firma Best sídlící v Kaznějově vyrábí betonovou dlažbu, obrubníky, ploty a opěrné zdi. Firma BETA Olomouc vyrábí taktéž betonové výrobky, jako například dlažbu. FIRESTA-Fišer s centrálou v Brně poskytuje služby v oboru dopravních, inženýrských a pozemních staveb, jako například mosty.

### Zbrojní
Zbrojní průmysl se specializuje spíše na kvalitu, než na kvantitu, jak tomu bylo za dob komunismu. Velkou část zbrojní výroby poskytují soukromé podniky. Součástí zbrojního průmyslu není jen samotná výroba, ale i výzkum.

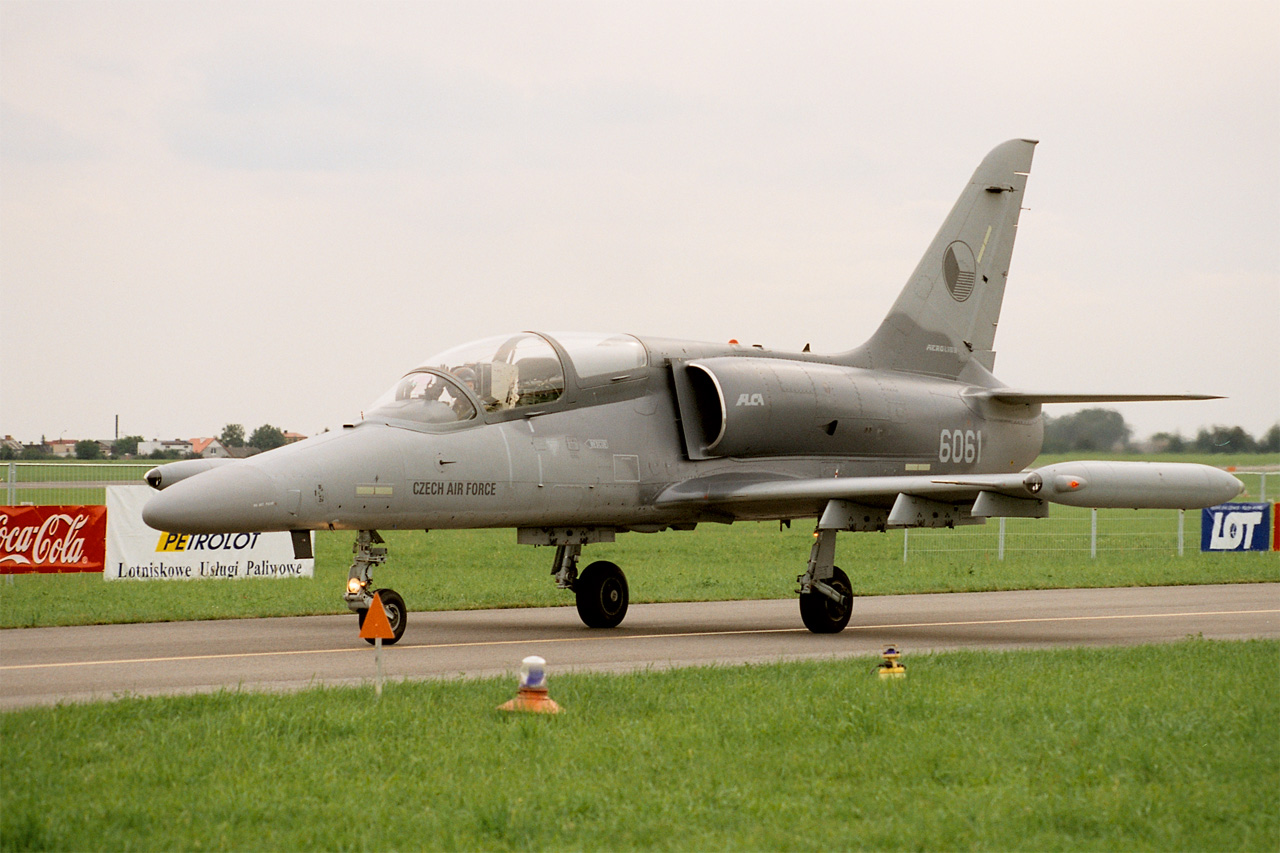
Bitevní letoun L-159 Alca

Firma Aero Vodochody vyrábí nedaleko Prahy bitevní letouny L-159 Alca a pro americkou firmu Sikorsky Aircraft Corporation vrtulníky Sikorsky S-76. Dříve vyráběla firma také cvičné letouny L-39 Albatros. Česká zbrojovka Uherský Brod vyrábí pro Armádu České republiky střelné zbraně, například CZ 75, Samopal vzor 58 a CZ 750. Zbrojovka Vsetín vyrábí odstřelovací pušku Falcon. Kopřivnická Tatra vyrábí nákladní automobily Tatra 810.
Zbrojní průmysl prošel po pádu komunismu redukcí výroby. Zanikla Zbrojovka Brno a ve všech ostatních se výroba zredukovala. Dříve vyráběla plzeňská Škoda artilerii, například děla 30,5 cm moždíř vz. 11 a 10cm houfnice vz. 38 a lehké tanky LT-35 a LT-38 používané za druhé světové války německou armádou.
Armáda měla v roce 2010 v plánu nakoupit téměř osm tisíc nových útočných pušek CZ 805 za 1,1 miliardy korun. CZ 805 byla vyvinuta Českou zbrojovkou a firmou Meopta Přerov (která dodává optiku). Měla být náhradou na samopaly vzor 58.
Hodnota vývozu vojenského materiálu od roku 2011 výrazně rostla:
| Rok     | 1999 | 2000 | 2001 | 2002 | 2003 | 2004 | 2005 | 2006 | 2007 | 2008 | 2009 | 2010 | 2011 | 2012 | 2013 | 2014  | 2015  |
| ------- | ---- | ---- | ---- | ---- | ---- | ---- | ---- | ---- | ---- | ---- | ---- | ---- | ---- | ---- | ---- | ----- | ----- |
| mld. Kč | 3,32 | 3,09 | 2,06 | 2,67 | 2,64 | 2,86 | 2,62 | 2,63 | 4,83 | 4,73 | 4,63 | 5,48 | 4,51 | 6,77 | 7,43 | 11,77 | 15,13 |

### Sklářský

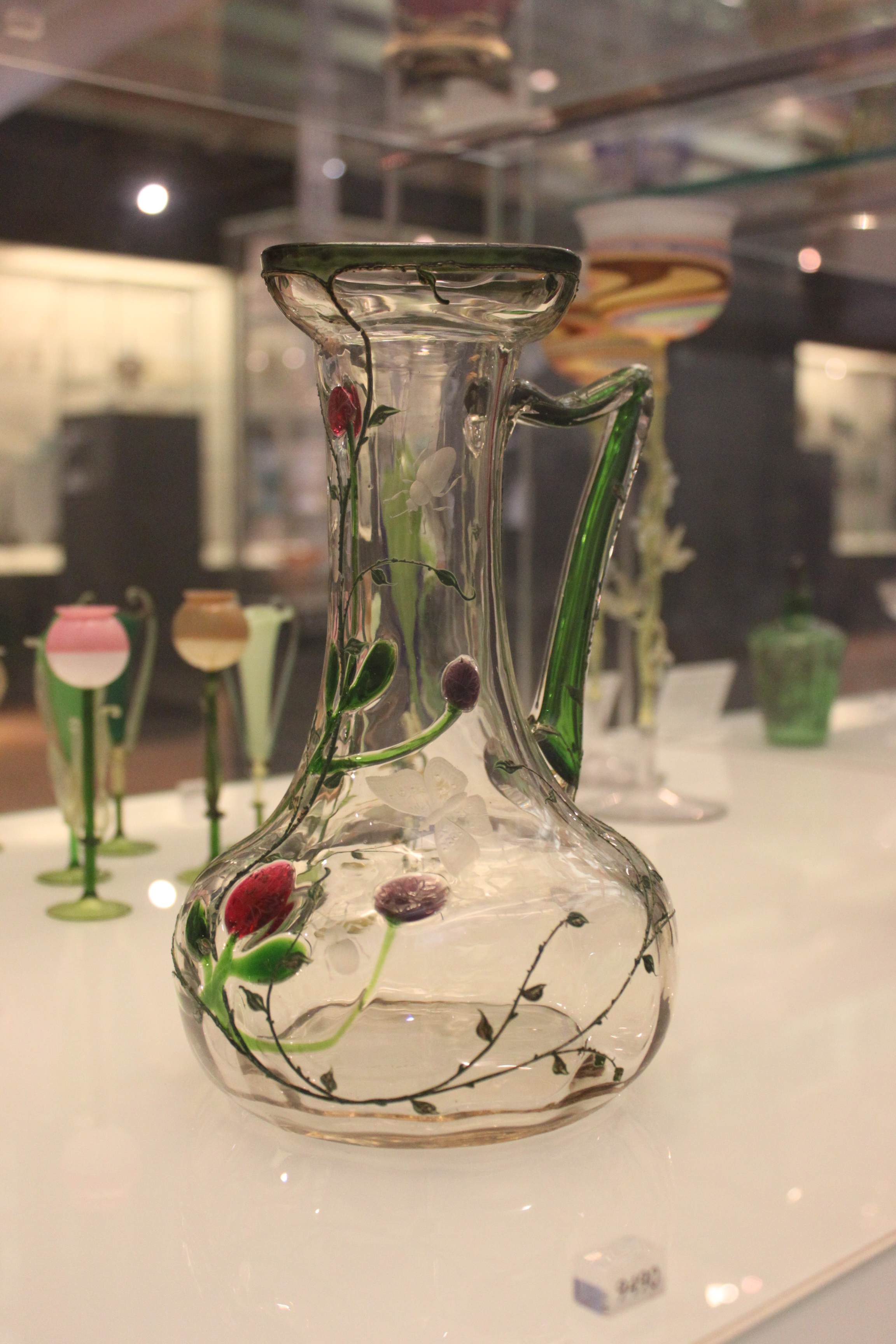
Váza od firmy Moser, okolo 1900

Sklářství má v Česku dlouholetou tradici, způsobenou zejména dostatkem surovin potřebných k výrobě skla. Sklářský průmysl v ČR se rozvíjel především v horských oblastech, to díky dostatku surovin jako křemen, vápenec a dalších a také dřeva, které sklářský průmysl spotřebuje obrovské množství na vytápění. V současné době[kdy?] je význam sklářského průmyslu především regionální, a to v krajích: Středočeském (sklářský), Libereckém (sklářský, bižuterní), Vysočina (sklářský), Ústeckém (sklářský). Sklářská výroba je velmi rozmanitá a produkuje širokou škálu výrobků: ploché sklo (nezušlechtěné a zušlechtěné ploché sklo), obalové sklo (lahve, konzervové sklo, ostatní skleněné obaly), skleněná vlákna (výztužná/textilní, izolační skleněná vlákna), užitkové sklo (sklo nápojové, domácenské, ozdobné, umělecké apod.), ostatní sklo (speciální skla – laboratorní sklo a laboratorní přístrojové sklo, trubice, skleněné díly pro obrazovky, technické kuličky, skleněné průmyslové aparatury, ochranné svářečské sklo, optické sklo, skleněné tvárnice, bižuterní sklo aj.) a osvětlovací sklo.
K nejznámějším českým výrobcům skla patří: Moser (považován za nejluxusnější českou značku), RÜCKL (sklo od nich vlastní například britská královna Alžběta II), Crystalex (největší český výrobce nápojových skleniček) a Lasvit (luxusní skleněné světelné instalace). Největší výrobce plochého skla ve střední a východní Evropě je AGC Flat Glass Czech a.s., člen AGC Group v Teplicích. Český sklářský průmysl je v dobré kondici. V letech 1990 až 2013 let více než zdvojnásobil produkci a je vysoce automatizován.